# Боженко Борис Олександрович
Бори́с Олексáндрович Божéнко (нар. 1889 — пом. 1974) — український ентомолог, фахівець із захисту рослин. Доктор сільськогосподарських наук, професор.

## Біографія
Борис Олександрович Боженко народився у селі Сушки на Полтавщині. Він походив з давньої козацької родини. Після закінчення Третьої київської гімназії він поступив до Політехнічного інституту на агрономічний факультет. Під час навчання він працював у студентському гуртку «Натураліст», брав участь у експедиціях до Середній Азії, Сибіру, Кавказу, опублікував свою першу наукову роботу «Совки торф'яних боліт Микільського лісництва на Остерщині».

### Полтавський період
Практику він проходив на Дослідному полі Полтавського губернського земства. Сюди ж, у відділ сільськогосподарської ентомології він прийшов працювати, одержавши університетський диплом..
У 1914 році земство відкрило власне Ентомологічне бюро. Його очолив Д. М. Бородін, а Борис Боженко увійшов до складу співробітників бюро. Вони активно співпрацювали з Полтавською дослідною станцією, налагодили обстеження господарств губернії, дієву взаємодію з виробниками сільгосппродукції.
Борис Олександрович підготував низку брошур та статей щодо вивчення комах, сезонності їхньої активності, біологічного захисту рослин. Під час Першої світової війни вчений працював експертом з якості зерна, що йшло на потреби фронту. Ентомолога обрали кандидатом-кореспондентом Російської академії наук. 1916 року він захистив дисертацію й отримав науковий ступінь доктора агрономічних наук.

### У смутні часи
1917 року земство обирає Бориса Боженка до Центральної Ради. У 1918 році в Києві при міністерстві земельних справ створили Сільськогосподарський вчений комітет України (СГВКУ). У складі його ентомологічної підсекції працювали Б. Боженко, професор І. М. Щоголів, З. С. Голов'янко та інші. Після захоплення Києва радянськими військами (1919), Б. Боженка ув'язнили як члена Центральної Ради та «націоналіста». Але коли місто зайняли польські війська (травень 1920 року), вченого звільнили.
23 січня 1921 року Борис Боженко бере участь у першому, організаційному засіданні зоологічної секції Українського наукового товариства. У 1920-ті роки Борис Олександрович працює у наукових установах (в інститутах цукрової промисловості, захисту рослин), читає лекції у своїй альма-матер — КПІ і Білоцерківському сільгоспінституті. Але 1928 року його звідусіль звільняють, 1929-го позбавляють громадянських прав і на п'ять років висилають з України до Туркменістану.
 «Це нанесло нашій родині страшний удар та душевне спустошення. <…> Становище нашої родини було жалюгідне. <…>В 1930 році налетіла з Ірану на Туркменістан сарана і з'їла все, що зелене. Буває так, що нещастя допоможе. ГПУ мобілізувало батька як спеціяліста-ентомолога та відновило його у громадянських правах. Він очолив експедицію і організував в Туркменістані боротьбу з сараною. Об'їздив країну у всіх закутках під контролею ГПУ. <…> В 1934 році ми повертались до Києва…». Із спогадів Святослава Боженка, сина Б. О. Боженка.
Після повернення до столиці Борис Боженко знов працює інспектором зерносховищ, науковцем, професором КПІ. У відрядженнях він на власні очі бачить жахливі, занедбані і спустошені голодом села. Перед війною він завідував лабораторією інсектицидів при Академії наукн.
Під час окупації Києва німцями професор працював в Інституті захисту рослин, де очолив відділ боротьби з комірними шкідниками.
 «Далі почалися походи на села — міняли свій одяг. Знову відновились страшні часи громадянської війни в новім варіанті, але жорстокім, де людські страждання, голод, холод, хвороби, де відродились трут, кресало та каганець. Коли вже не вистачало одягу, то мама стала шити ватні валянки на ручній швейній машині „Зінгер“, боячись за цілість голки. Мама зі знайомою ходили пішки в Козелець із зупинкою в Семиполках — знайома мала там родичів. Отак виживали». Із спогадів Святослава Боженка. 

### Далеко від України
У 1943 році, коли Червона Армія готувалася до битви за Київ, Боженко з родиною евакуюється до Львова, а згодом до Німеччини. Тут він певний час працював чорноробом у будівельній фірмі, ремонтуючи шляхи. Після завершення бойових дій він опинився в американській зоні окупації і потрапив до українського табору переміщених осіб у місті Регенсбург. У таборі діяли українська школа і гімназія, Український технічно-господарський інститут, церковні парафії, культурні й спортивні товариства, поштова станція. Борис Олександрович працював професором інституту, згодом став деканом агрономічно-лісового факультету, писав книжку «Виноградство».
1951 року вчений виїжджає до Бразилії. Тіт він працював у «Хліборобсько-освітньому союзі» — культурно-освітньому і господарському органу українців Бразилії. У ньому Боженко працював над удосконаленням агротехніки, вивчав головних шкідників місцевих зернових злаків. Згодом професор, вже важко хворим, переїздить до США, де і помирає. Похований він на сербському православному цвинтарі Сан-Франциско.

### Сім'я
- Дружина — Євгенія Робертівна Боженко, до шлюбу Гольник-Васильківська (1902—1998), племінниця художника С. І. Васильківського. До війни працювала секретаркою у поліклініці на Броварському шосе, неподалік якого, на Микільській Слобідці, родина й жила (будинок не зберігся)[5].
- Син Святослав Борисович Боженко